# 圣弗鲁
圣弗鲁（法語：Saint-Froult，法語發音：[sɛ̃ fʁu]）是法国滨海夏朗德省的一个市镇，位于该省北部偏西，大西洋沿岸，属于罗什福尔区。

## 地理
圣弗鲁（45°55'4"N, 1°3'36"W）面积6.39 平方千米，位于法国新阿基坦大区滨海夏朗德省，该省份为法国西部滨海省份，北起旺代省，西临大西洋，南至吉倫特省，东南接多爾多涅省，东北接德塞夫勒省接壤，东临夏朗德省。
与圣弗鲁接壤的市镇（或旧市镇、城区）包括：莫埃兹、夏朗德河畔圣纳泽尔、巴尔克港。

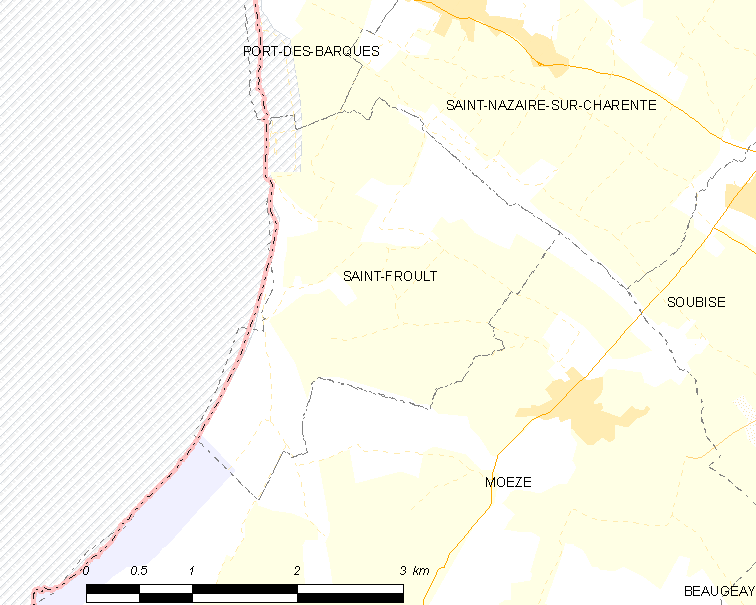
圣弗鲁的OSM定位图

圣弗鲁的时区为UTC+01:00、UTC+02:00（夏令时）。

## 行政
圣弗鲁的邮政编码为17780，INSEE市镇编码为17329。

## 政治
圣弗鲁所属的省级选区为马雷讷县。

## 人口

1962-2008年间圣弗鲁人口变化图示

圣弗鲁于2022年1月1日时的人口数量为390人。